# Hlatikulu
Hlatikulu ou Hlatikhulu (tradução para o português: Grande Floresta) é uma cidade de Essuatíni localizada no distrito de Shiselweni. No censo realizado em 1997 a cidade possuía 2.076 habitantes.